# Stjärnsunds kyrka
Stjärnsunds kyrka är en kyrkobyggnad i Stjärnsund i Hedemora kommun. Den tillhör Hedemora, Husby och Garpenbergs församling i Västerås stift.

## Kyrkobyggnaden
Tidigare kyrkobyggnad på platsen var en brukskyrka som uppfördes 1739 när Christopher Polhem var verksam i Stjärnsund. Brukskyrkan revs 1896. Nuvarande kyrka uppfördes 1885-1887 efter ritningar av arkitekt Herman Holmgren.
Kyrkan är byggd av slaggtegel och består av rektangulärt långhus med tresidigt avslutat kor i öster. I väster finns kyrktorn som kröns med en åttakantig tornspira. Kyrkan har ingångar i väster och söder.
Kyrkorummets kor har tre fönster med glasmålningar utförda 1956 av konstnären Anders Gabrielsson. Målningarna har motiven: Jesu födelse, Korsfästelsen och Uppståndelsen.

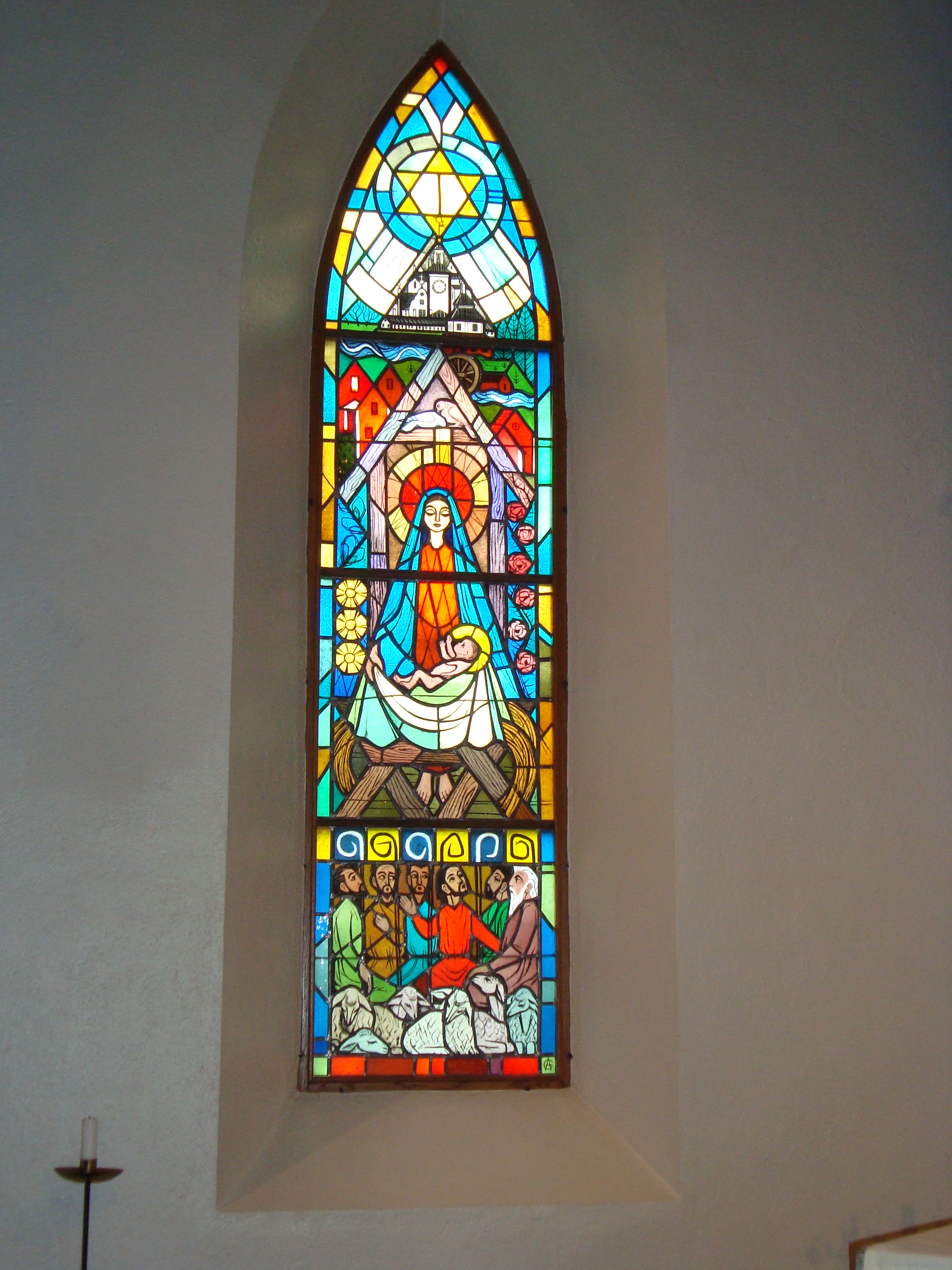
Jesu födelse.
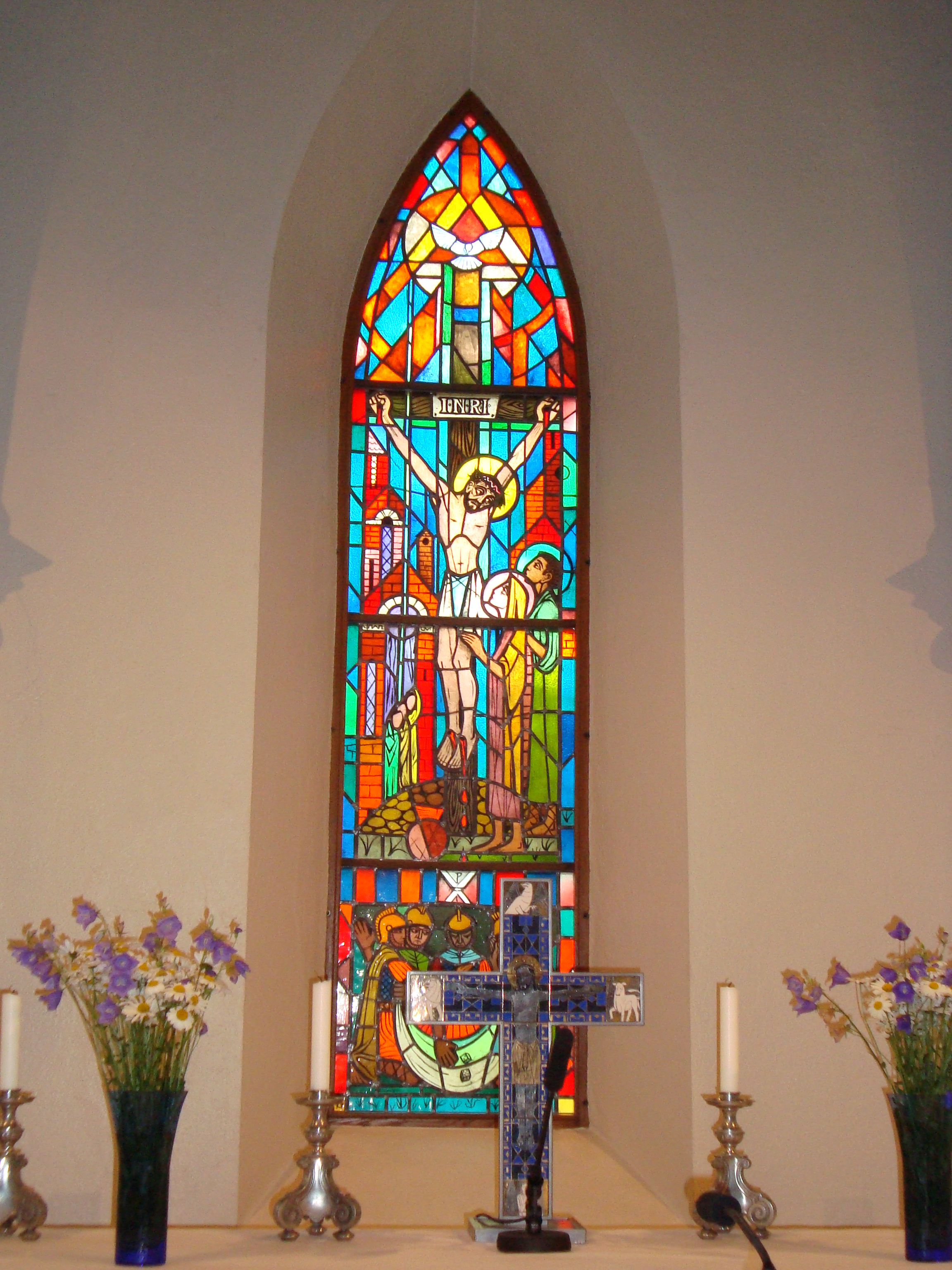
Uppståndelsen och altarkrucifixet av Jerk Werkmäster.
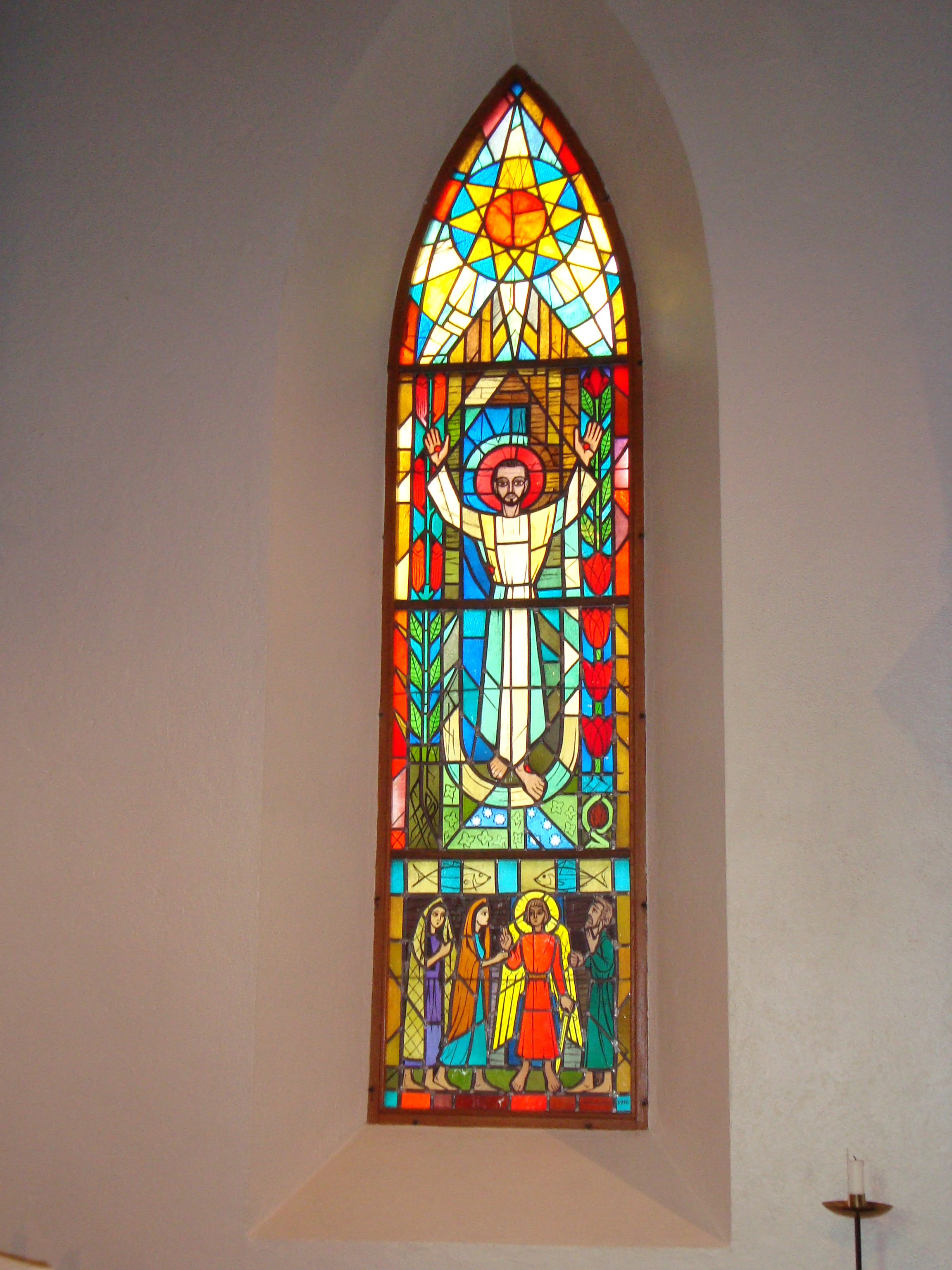
Korsfästelsen.

## Inventarier
- Predikstolen är samtida med kyrkan.
- Ett altarkrucifix av keramik, med dekor i guld, silver och färg, är tillverkat 1956 av konstnären Jerk Werkmäster.
- En dopskål av tenn och ett nattvardskärl i förgyllt silver är från 1700-talet och fanns i gamla brukskyrkan.
- Den nuvarande orgeln är en fri rekonstruktion av en tidigare orgel som byggdes 1888 av Åkerman & Lund-orgel. Rekonstruktionen utfördes 2011 av Åkerman och Lunds Orgelbyggeri AB.

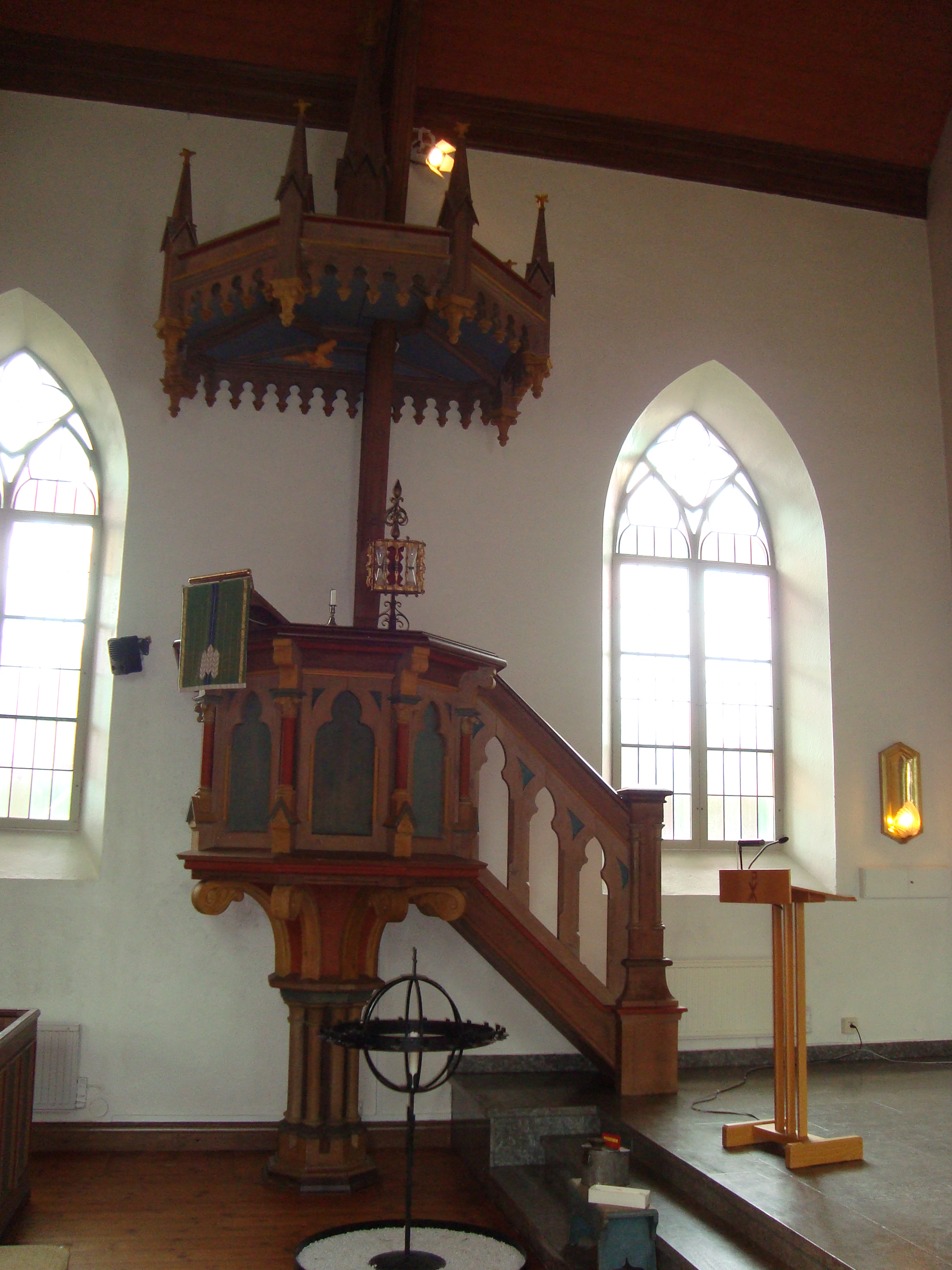
Predikstolen
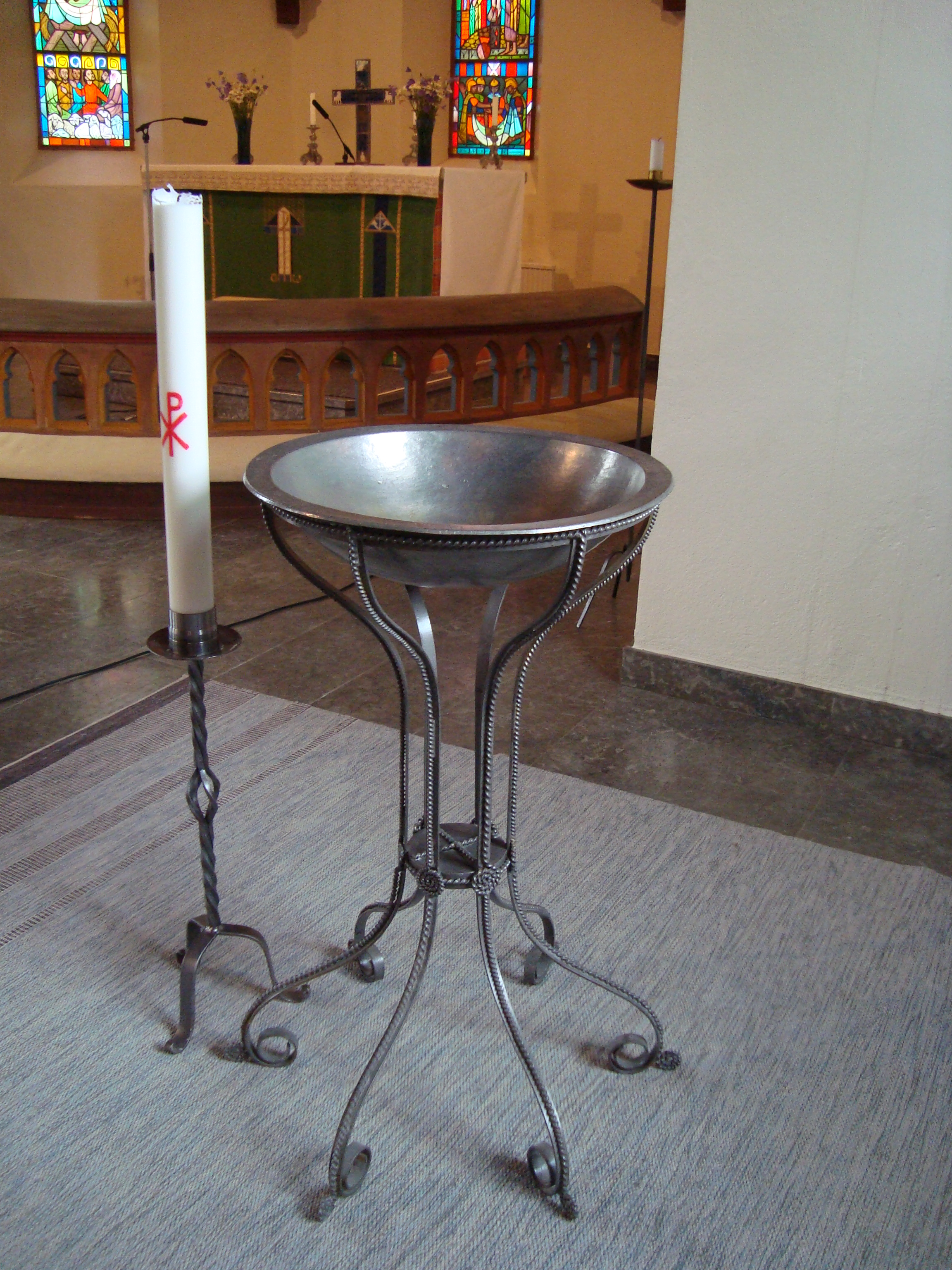
Dopfunten

| Man. I. Huvudverk C-f3 | Man. II. Svällverk C-f3 | Pedal C-d1 | Koppel |
| ---------------------- | ----------------------- | ---------- | ------ |
| Borduna 16'            | Violinprincipal 8'      | Subbas 16' | II/I   |
| Principal 8'           | Rörflöjt 8'             |            | II/P   |
| Flöjt harmonique 8'    | Salicional 8'           |            | I/P    |
| Borduna 8'             | Voix céleste 8'         |            | I4'    |
| Gamba 8'               | Flöjt octaviante 4'     |            | II16'  |
| Octava 4'              | Gamba 4'                |            |        |
| Qvinta 3'              |                         |            |        |
| Octava 2'              |                         |            |        |
| Trumpet 8'             |                         |            |        |

- Predikstolen
- Dopfunten

### Webbkällor
- anläggningspresentation
- byggnadspresentation